# 羅克艾蘭兵工廠 (伊利諾伊州)
羅克艾蘭兵工廠（英語：Rock Island Arsenal）是位於美國伊利諾伊州羅克艾蘭縣的一個人口普查指定地區。

## 地理
羅克艾蘭兵工廠的座標為41°31′55″N 90°32′13″W / 41.53194°N 90.53694°W，而該地最高點為海拔高度228米（即748英尺）。

## 人口
根據2010年美國人口普查的數據，羅克艾蘭兵工廠的面積為7.00平方千米，當中陸地面積為4.00平方千米，而水域面積為3.00平方千米。當地共有人口149人，而人口密度為每平方千米21.29人。